# Суклея
Сукле́я (молд. Суклея) — село, центр Суклейского сельсовета Слободзейского района непризнанной Приднестровской Молдавской Республики. Крупнейшее (наряду с Парканами) сельское поселение в Приднестровье. Входит в состав Тираспольско-Бендерской агломерации. Храмовый праздник села -день Дмитрия Солунского (8 ноября)

## География
Суклея — пригородное село, непосредственно примыкающее к городу Тирасполю. Оно расположено в центральной части Слободзейского района, на левом берегу Днестра, на трассе Тирасполь—Днестровск, в 10 км от районного центра и в 4 км от железнодорожной станции Тирасполь.

## Этимология
Наиболее вероятной версией происхождения названия является производное от наименования татарского жилища — «сакля», принесённое из Крыма и имеющее там много топонимических аналогов (например, Сугаклея).

## История

### XVIII век
Небольшое поселение Суклея было основано в 1752 году. Оно было удобно расположено на левом берегу Днестра в крутой излучине реки напротив устья правого притока — Ботны. Население преимущественно занималось рыболовством. В хуторе было до 10 дворов и деревянная крытая камышом церковь Святого Николая.
В 1787 г. хутор, подвергшийся набегу буджакских ногайцев был разграблен и сожжён дотла. В начале 1789 года более 100 казачьих семейств поселилось на пепелище бывшего хутора Суклея. С 1790 года новая казацкая станица находилась во владении казацкого полковника Чурновского и входила в Черноморское казачье войско. Казаки быстро отстроили станицу, восстановили с благословения архиепископа Екатеринославского Амвросия деревянную церковь Святого Николая, занялись поднятием целинных земель. В 1791 году, когда военные действия в Приднестровье прекратились и эта территория по Ясскому мирному договору отошла к России, часть бывших жителей вернулась в станицу. В конце 1792 года прибывший на новое место службы командующий российской армией А. В. Суворов принял решение о строительстве Средней (Срединной) крепости на левом берегу Днестра, напротив устья Ботны, к северо-западу от станицы Суклея.
В период строительства крепости (1792—1795 гг.) Суклея пополнялась бессарабскими, малорусскими, болгарскими и польскими переселенцами. В 1792 году станица была включена в состав форштадта — системы прикрепостных поселений, которые впоследствии слились в единый город — Тирасполь. К 1793 году в станице-форштадте насчитывался 71 двор с 315 жителями. Таким образом, с 1792 года часть суклейчан стала горожанами, а часть получила большие земельные наделы и переселилась на 3 версты ниже по течению Днестра в устье Колкотовой балки и основала новое село с прежним названием. Вновь образованная Суклея занимала выгодное экономико-географическое положение. Она расположилась в обширном ареале целинных высокоплодородных черноземов, на стыке террасных, балочных и пойменных земель.

### XIX — начало XX вв.
В новом поселении наблюдался быстрый демографический и территориальный рост. К началу XIX века в нём было около 70 дворов и проживало более 300 человек. К середине столетия количество дворов достигло 158, а численность населения составила 717 человек. В последующие годы в поселении сложилось два самостоятельных ядра развития.
Исторический центр села Суклея формировался на правом склоне пологой Колкотовой балки при её выходе в пойму Днестра в 200—300 м от его русла. Эта часть застройки, отличавшаяся нерегулярным хаотичным характером, получила название Старая Суклея и в ней преобладало молдавское население. Здесь сосредоточились основные административные, образовательные и торговые учреждения. К концу первой половины XIX века Старая Суклея стала занимать уже весь правый борт Колкотовой балки до Днестра.
На левом борту балки селились выходцы из центральных и юго-западных губерний России. В основном это были великороссы-старообрядцы, малороссы, поляки, болгары, евреи, цыгане. В отличие от Старой Сукле, русская (малорусская) часть, названная Новой Суклеей, имела регулярную прямоугольную поквартальную застройку. Таким образом, исторически сложился типичный для Нижнего Приднестровья раздел двуединого села на молдавскую и русскую части. Условность раздела подчёркивает преобладание среди молдавских семей малорусских фамилий. В середине XIX века молдаване составляли 2/3 населения обеих Суклей.
В 1866 году на средства суклейчан была заложена Дмитриевская церковь. Здание, расположенное в центре Старой Суклеи, на повороте главной сельской улицы, выполнено в молдавском архитектурном стиле и отличается крестообразной планировкой.
На протяжении XIX века Старая и Новая Суклея сформировались как экономически вполне самостоятельные, но тесно взаимосвязанные населённые пункты. В начале XX века в Старой Суклее насчитывалось 425 дворов и 2400 жителей, а в Новой Суклее — соответственно 105 и 555. В Старой Суклее располагались православный храм и почта — общие для двух сел, земская школа с библиотекой, квартира для приезжих чиновников, казённая винная лавка. В Новой Суклее присутствовали аналогичные административно-общественные учреждения, а также паровая мельница, игравшая важнейшую хозяйственную роль в жизни обеих сел и приносившая большой доход. Подавляющее большинство домов в селе (за исключением общественных зданий) были саманными с крытыми камышом крышами. Центральная улица Старой Суклеи была вымощена булыжником.

### В составеМАССР(1924—1940 гг.)
Во времена Молдавской АССР произошло административное и социально-экономическое слияние Старой и Новой Суклеи. В результате образовалось крупное село с населением 3,5 тыс. жителей и мощным сельскохозяйственным потенциалом. В планировочном отношении оно приобрело компактность и треугольную конфигурацию, которую сохраняет до настоящего времени. Главными планировочными осями нового Суклеи стали ручей Колкотовый балки и центральная улица, которая пересекала обе части села и выходила к шоссейным дорогам связывающим село с Тирасполем и Слободзеей. В этот период в селе было образовано несколько сельхозартелей (затем преобразованных в колхозы), открыта машинно-тракторная станция, прорыт магистральный канал Суклейской оросительной системы, с Тираспольской электростанции началась подача электроэнергии, построено несколько магазинов и лавок. Дмитриевская церковь была закрыта представителями новой советской власти ещё в 1918 году (действовала в 1941—63, вновь открыта в 1990) В 1932 году возле церкви, в поповском дворе, было построено новое здание молдавской школы. Началась массовая застройка села котельцовыми, бутовыми и кирпичными домами.

### В составеМССР(1940—80-е гг.)
В период немецко-румынской оккупации и в результате военных действий Суклея потеряла около 1/5 населения, было полностью или частично разрушено более 1/3 жилых строений, уничтожена инфраструктура.
До конца 1940-х гг. шло восстановление села, осложнённое неурожаем, засухой и голодом 1946—48 гг. Лишь к середине 1950-х гг. возобновился территориальный рост села. Застраивается левый борт Колкотовой балки от главной улицы до Днестра и на 2 км ниже по течению реки вдоль автотрассы Тирасполь—Слободзея.
В 1960—80-е гг. село росло преимущественно в северном, восточном и южном направлениях. Катастрофическое наводнение 1968 года разрушило строения вплоть до улицы Гагарина, в результате чего сетка улиц и разбивка кварталов были кардинально изменены в направлении разукрупнения. В этот период была в основном создана и реконструирована современная экономическая и культурно-бытовая инфраструктура села. В 1962 году открыт Дом культуры, а в следующем году построены новое типовое здание молдавской средней школы и спортивной школы. В 1966 году завершено строительство зданий Сельсовета и русской средней школы. Формируется сеть продовольственных и хозяйственных магазинов. В этот период проведена реконструкция магистрального канала Суклейской оросительной системы. На протяжении 1970-80-х гг. канал являлся восточным пределом территориального роста села. В 1988 году сельская социальная инфраструктура была дополнена новым зданием больницы. В 1990 году на северо-востоке Суклеи был открыт мемориальный комплекс павшим в Великой Отечественной войне.
Во второй половине 1980-х — начале 90-х гг. интенсивно застраиваются северные кварталы, примыкающие к тираспольскому жилому массиву Октябрьский («Балка»). С конца 1980-х гг. количество дворов увеличилось с 2,9 тысяч до 4,2 тысяч, а площадь увеличилась с 400 до 530 га, из них 150 га земли госфонда.

### В составе ПМР
Кризис и затянувшееся реформирование сельскохозяйственного производства болезненно отразились на селе. Увеличилась прямая хозяйственная зависимость от Тирасполя, перепрофилированы основные функции села на обслуживание города. Выросла занятость населения на предприятиях и учреждениях города, изменилась отраслевая структура сельскохозяйственного производства — на смену трудо- и капиталоёмким овощеводству и плодоводству пришли более рентабельные зерновые культуры. На базе крупного, некогда богатого колхоза (2-е место в районе), образовалось семь небольших сельскохозяйственных предприятий. Кроме этих предприятий в селе действует девять коммерческих предприятий и несколько государственных, такие как: ОПХ, ПМК 11, ПМК 12, МУП ПУЖКХ и другие. Обветшала и частично деградировала социальная инфраструктура, отмечается рост числа пенсионеров и как следствие увеличение социально-демографической нагрузки на население и хозяйство села. С конца 1990-х гг. сельсовет выделяет участки перспективной застройки в южной части Суклеи, к востоку от автотрассы на Карагаш.
Перспективы социально-экономического развития Суклеи зависят от успехов реформирования экономики Приднестровского региона в целом и сельского хозяйства в частности, а также от максимально эффективного использования преимуществ пригородного географического положения.

## Население
Уже в конце 1970-х гг. число жителей в Суклее превысило 10 тысяч человек, что выдвинуло его в десятку крупнейших сельских населённых пунктов Молдавской ССР. Согласно переписи 1989 года в селе проживали 11,4 тысячи жителей.
По данным переписи населения ПМР 2004 года численность населения составляла 10 001 жителя (4570 мужчин и 5431 женщин), из них молдаване — 3483 человек (35 %), украинцы — 3054 (30 %), русские — 2868 (29 %), проживали также белорусы, гагаузы, болгары и немцы. Большинство населения исповедуют православие, есть католики, иудеи и протестанты.
По переписи 2015 года:
Территория села Суклея — 4893 га.
В том, числе сельхозугодий − 3995 га,
Кол-во дворов в частном секторе — 3019
Кол-во домов (многоэтажный сектор) — 48
Кол-во квартир — 1046
Численность населения — 9222 чел.
Всего взрослого населения (от 18 лет) — 7500 чел.
Всего пенсионеров — 2327 чел.
Количество человек от 0 до 30 лет — 3163
из них детей инвалидов (до 18 лет) − 30 чел.
Всего детей — 1840
В том числе: с 0 до 14 лет — 1289 чел-к.
С 14 до 18 лет — 551 чел-к.
школьного возраста (до 16 лет) − 880 чел-к .
дошкольного возраста (от 0 до 6 лет) — 467 чел-к.
организованных — 1044 чел-к.
неорганизованных — 213 чел-к.
до 1 года — 104 чел-к.
Участников ВОВ − 2 чел-к.
Труженики тыла — 59 чел-к.
Репрессированные − 2 чел-к.
Многоэтажные дома:
5-этажные − 15 шт.
4-этажные — 4 шт.
3-этажные — 2 шт.
2-этажные — 12 шт.
1 (коттеджи) − 15 шт.
Улиц по селу: 38 улиц + 7 (переулков) + 20 улиц (новый район) + 2 переулка (Новый р-н) = 58 улиц + 9 переулков.
Учреждений образования — 5 (в том числе: МОУ Суклейская РМСОШ в которой работают 68 сотрудников и обучаются 302 ученика, 2 детских сада: МДОУ «Солнышко» работают 40 работников и воспитываются 140 детей, второй детский «Колосок», расположенный в центре села, капитально строится по программе «Евразийская интеграция» сдача объекта планируется в сентябре 2014 г.; детская юношеская спортивная школа насчитывает 35 сотрудников и 709 детей, дом культуры — где работают 18 работников, действуют 10 кружков, где занимаются 171 человек, музыкальная школа села Суклея 26 сотрудников и 180 детей).
Врачебная медицинская амбулатория-33 человека персонала.

## Известные уроженцы
- Константинов, Константин Тимофеевич (1915—2003) — молдавский и советский актёр театра и кино.

- Смолюк Алексей Алексеевич (род. 1999) – общественный деятель и народный просветитель. Почётный гражданин. Поэт, писатель.